# Pisa Sporting Club 1923-1924
Questa pagina raccoglie i dati riguardanti il Pisa Sporting Club nelle competizioni ufficiali della stagione 1923-1924.

## Stagione
Il campionato del Pisa partì con due pareggi (contro Legnano e Torino) per proseguire con tre vittorie consecutive a danno di Pro Vercelli, Spezia e Bologna che portarono la squadra al secondo posto a un solo punto dalla vetta occupata dal Torino. Nonostante tre pareggi e una sconfitta nelle successive quattro partite, alla nona giornata il Pisa era ancora a soli due punti dalla vetta occupata dal Legnano. Nelle ultime due partite del girone di andata la squadra tornò alla vittoria cogliendo due successi e al giro di boa era seconda in classifica a pari merito con il Torino e a un solo punto dalla Pro Vercelli capolista.
Nel girone di ritorno la squadra accusò una notevole flessione di rendimento vincendo solo due partite su undici e scivolando al quinto posto staccata di nove punti dal Bologna vincitore del girone. 

## Rosa
| N. |                   | Ruolo | Calciatore       |
| -- | ----------------- | ----- | ---------------- |
|    | Italia (bandiera) | A     | Giuseppe Bazzell |
|    | Italia (bandiera) | P     | Angelo Bedini    |
|    | Italia (bandiera) | D     | Alberto Bracci   |
|    | Italia (bandiera) |       | Agostino Catarsi |
|    | Italia (bandiera) | C     | Enrico Colombari |
|    | Italia (bandiera) | A     | Nicola Corsetti  |
|    | Italia (bandiera) | A     | Marino Favati    |
|    | Italia (bandiera) | D     | Vasco Giani      |
|    | Italia (bandiera) | D     | Luigi Giuntoli   |

| N. |                   | Ruolo | Calciatore           |
| -- | ----------------- | ----- | -------------------- |
|    | Italia (bandiera) | D     | Ivano Guerrini       |
|    | Italia (bandiera) | A     | Alberto Merciai      |
|    | Italia (bandiera) |       | Carlo Micheletti     |
|    | Italia (bandiera) | A     | Renato Novelli       |
|    | Italia (bandiera) | A     | Danilo Sbrana        |
|    | Italia (bandiera) | C     | Guglielmo Tornabuoni |
|    | Italia (bandiera) | C     | Riccardo Tornabuoni  |
|    | Italia (bandiera) | D     | Aldo Vettori         |
|    | Italia (bandiera) | C     | Aristide Viale       |

## Risultati

### Prima Divisione

#### Girone B

##### Girone di andata
| Arbitro: | Vagge (Genova) |

|                   |           |               |
| Sbrana 72’ (rig.) | Marcatori | 16’ Malaspina |

| Arbitro: | Zennaro (Genova) |

|           |           |              |
| Janni 84’ | Marcatori | 89’ Corsetti |

| Arbitro: | Dani (Genova) |

|            |           |  |
| Favati 75’ | Marcatori |  |

| Arbitro: | Mauro (Milano) |

|              |           |                                         |
| Gallotti 74’ | Marcatori | 35’, 63’ Sbrana 50’ Corsetti 81’ Favati |

| Arbitro: | Armani (Bologna) |

|                          |           |           |
| Colombari 37’ Sbrana 64’ | Marcatori | 77’ Pozzi |

| Arbitro: | Enrietti (Torino) |

|              |           |            |
| Bagnasco 46’ | Marcatori | 41’ Sbrana |

| Arbitro: | Germani (Padova) |

|                                 |           |                                     |
| Colombari 15’ Sbrana 63’ (rig.) | Marcatori | 76’ (rig.), 85’ (rig.) Santagostino |

| Arbitro: | Alfieri (Bologna) |

|                           |           |            |
| Chiecchi II 10’ Bosio 45’ | Marcatori | 25’ Sbrana |

| Arbitro: | U. Gama (Milano) |

|                         |           |                               |
| Vercelli 50’ Bonato 80’ | Marcatori | 25’ (aut.) Taverna 78’ Sbrana |

| Arbitro: | Scamoni (Torino) |

|                            |           |           |
| Tornabuoni I 5’ Sbrana 14’ | Marcatori | 61’ Bay I |

| Arbitro: | Pelli (Genova) |

|                         |           |             |
| Corsetti 50’ Sbrana 59’ | Marcatori | 20’ Defendi |

##### Girone di ritorno
| Arbitro: | Portigliatti (Torino) |

|                         |           |  |
| Tosi 15’, 63’ Rossi 71’ | Marcatori |  |

| Arbitro: | Dani (Genova) |

|            |           |               |
| Sbrana 61’ | Marcatori | 42’ Schönfeld |

| Arbitro: | Sanguineti (Genova) |

|                                                   |           |            |
| Ardissone 13’ Borello 18’ Milano IV 32’ Rosso 74’ | Marcatori | 14’ Sbrana |

| Arbitro: | U. Gama (Milano) |

|                       |           |  |
| Merciai 7’ Sbrana 83’ | Marcatori |  |

| Arbitro: | A. Gama (Milano) |

|                                                  |           |  |
| Della Valle 26’, 44’ Schiavio 27’, 72’ Perin 48’ | Marcatori |  |

| Pisa 24 febbraio 1924 17ª giornata | Pisa                | 0 – 0 | Andrea Doria | Arena Garibaldi\| Arbitro: \| Pierallini (Modena) \| |
| Arbitro:                           | Pierallini (Modena) |       |              |                                                      |

| Arbitro: | Portigliatti (Torino) |

|                                                                      |           |            |
| Soldera I 4’ Santagostino 58’ (rig.), 86’ Cevenini V 63’ Savelli 70’ | Marcatori | 11’ Sbrana |

| Arbitro: | Milano (Alessandria) |

|            |           |             |
| Sbrana 81’ | Marcatori | 29’ Morandi |

| Arbitro: | Pinasco (Sestri Ponente) |

|             |           |  |
| Bazzell 13’ | Marcatori |  |

| Arbitro: | Rubinato (Venezia) |

|              |           |  |
| Preti II 19’ | Marcatori |  |

| Arbitro: | Dani (Genova) |

|                             |           |  |
| Defendi 22’ Puerari III 88’ | Marcatori |  |

## Statistiche

### Statistiche di squadra
| Competizione    | Punti | In casa | In casa | In casa | In casa | In casa | In casa | In trasferta | In trasferta | In trasferta | In trasferta | In trasferta | In trasferta | Totale | Totale | Totale | Totale | Totale | Totale | DR |
| Competizione    | Punti | G       | V       | N       | P       | Gf      | Gs      | G            | V            | N            | P            | Gf           | Gs           | G      | V      | N      | P      | Gf     | Gs     | DR |
| --------------- | ----- | ------- | ------- | ------- | ------- | ------- | ------- | ------------ | ------------ | ------------ | ------------ | ------------ | ------------ | ------ | ------ | ------ | ------ | ------ | ------ | -- |
| Prima Divisione | 22    | 11      | 6       | 5       | 0       | 15      | 8       | 11           | 1            | 3            | 7            | 11           | 27           | 22     | 7      | 8      | 7      | 26     | 35     | -9 |

### Statistiche dei giocatori
| Giocatore          | Prima Divisione | Prima Divisione |
| Giocatore          | Presenze        | Reti            |
| ------------------ | --------------- | --------------- |
| G. Bazzell         | 8               | 1               |
| A. Bedini          | 22              | -35             |
| A. Bracci          | 9               | 0               |
| A. Catarsi         | 2               | 0               |
| E. Colombari       | 22              | 2               |
| N. Corsetti        | 20              | 3               |
| M. Favati          | 21              | 3               |
| V. Giani           | 16              | 0               |
| L. Giuntoli        | 19              | 0               |
| Guerrieri          | 1               | 0               |
| A. Merciai         | 18              | 1               |
| C. Micheletti      | 1               | 0               |
| R. Novelli (II)    | 6               | 0               |
| D. Sbrana          | 22              | 14              |
| G. Tornabuoni (I)  | 13              | 1               |
| R. Tornabuoni (II) | 11              | 0               |
| A. Vettori (I)     | 13              | 0               |
| A. Viale           | 18              | 0               |